# 문화훈장 (일본)

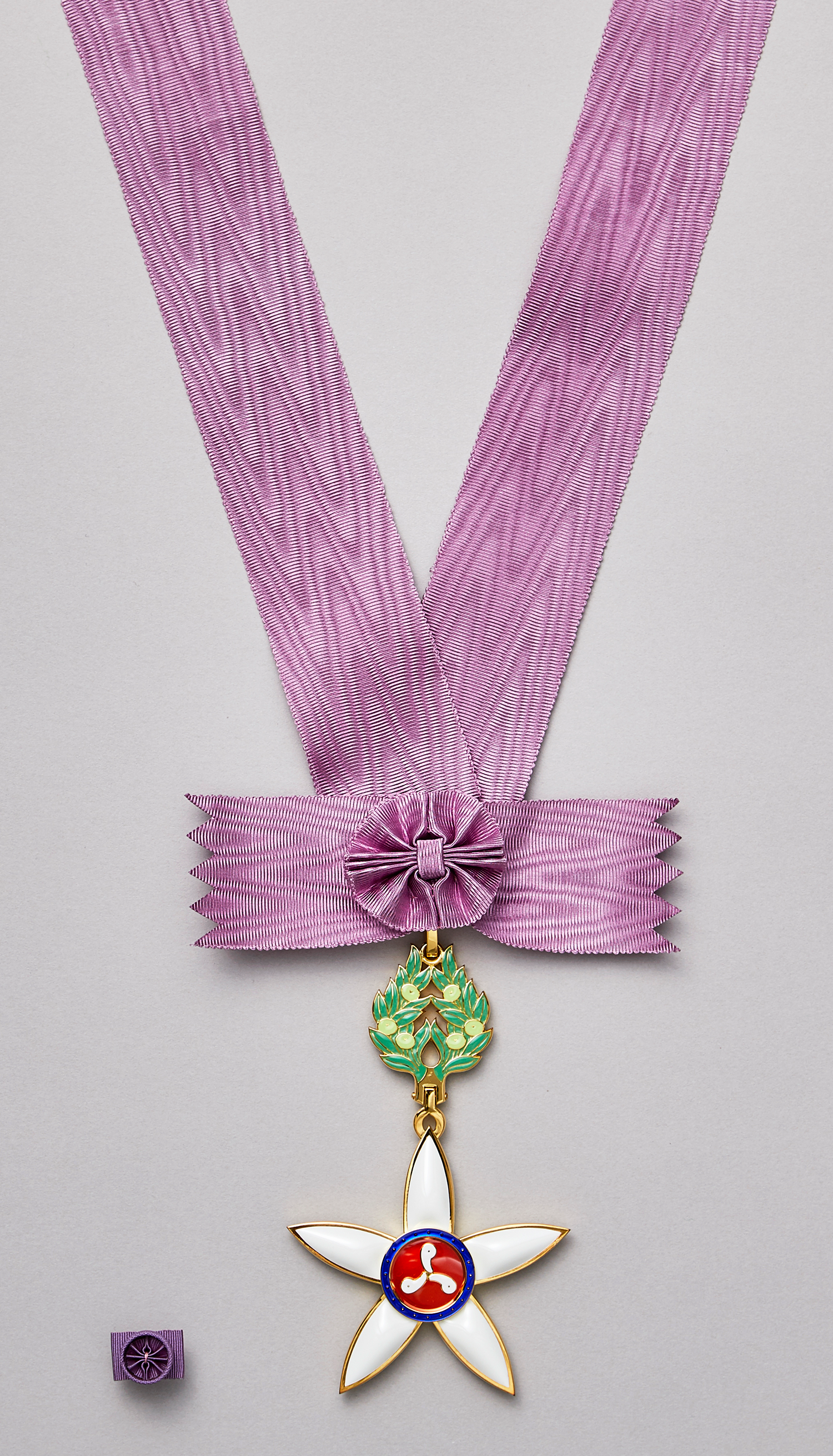
문화훈장

문화훈장(일본어: 文化勲章 분카쿤쇼[*], 영어: Order of Culture)은 일본의 훈장 가운데 하나이다. "문화 발전에 훈적이 탁월한 자"에게 수여되는 단일 등급의 훈장으로 1937년(쇼와 12년) 2월 11일에 칙령 제9호로 제정되었다. 서열로는 훈일등 서보장의 다음에 위치한다. 훈장의 모양은 귤나무 꽃의 중앙에 곡옥을 배치하였고, 문채(章)와 수(綬)를 연결하는 꼭지는 귤나무 열매와 잎의 형상이다.

## 사퇴자
- 1955년(쇼와 30년) - 도예가 가와이 간지로(일본어: 河井寛次郎)

개인의 명예와 이익을 추구하지 않는 신념에 따라 훈장을 거부하였다. 가와이는 자신의 작품에도 이름을 넣지 않을 정도로 이와같은 자세를 지켰으며, 인간국보와 예술원 회원으로의 추천에도 마찬가지 이유로 거절하였다.
- 1968년(쇼와 43년) - 근대 일본 서양화가 구마가이 모리가즈(일본어: 熊谷守一)

“더 이상 사람이 오는 것은 곤란하다”라며 훈장을 거부하였다. 구마가이는 고고(孤高)한 화가로 유명하였으며, 방문객을 일관되게 피하였다.
- 1994년(헤이세이 6년) - 소설가 오에 겐자부로(일본어: 大江健三郎)

노벨 문학상을 수상하면서 관례에 따라 문화훈장과 문화공훈자 칭호의 수여가 결정되었지만, “민주주의에 우수한 권위와 가치관을 인정하지 않는다”라며 훈장 그 자체를 부정하여 수상을 거부하였다.
- 1995년(헤이세이 7년) - 배우 스기무라 하루코(일본어: 杉村春子)

“나에게 너무 크다. 전쟁 중에 죽은 배우를 제치고 받을 수 없다”라며 수상을 거부하였다.

## 같이 보기
- 일본 문화훈장 수장자 목록